# Пірагаст
Пірагаст (грец. Πειράγαστος, Πηράγαστος, лат. Peragastus) — вождь і воєначальник антів (слов'ян) в кінці 6 століття.
Основним джерелом інформації про Пірагаста, є праця «Історія» Феофілакта Сімокатта. Згідно з ним, Пірагаст в 597 році разом зі своїми військами зайняв ділянку землі біля переправи через річку. Пірагаст і його люди замаскувалися в лісі, чекаючи візантійські війська. У даному уривку він названий філархом варварів (незрозуміла суть цієї назви, чи порівняння), далі за текстом він зветься таксіархом. Візантійці, прибувши до переправи, спочатку малими групами переправлялися через неї, але їх по черзі розбивали слов'яни (анти). Тоді візантійці стали переправлятися через річку усім військом.
Слов'яни вишикувалися по берегу річки (в оборону) і на них візантійці стали кидати списи. Не витримавши наступального натиску, слов'яни відійшли від берега. Водночас загинув Пірагаст, він був поранений стрілою в бік. Слов'яни, втративши свого ватажка, втекли. Візантійці захопили весь берег річки. Відомості про Пірагаста передусім базуються на даних Феофілакта Сімокатта Відомості про Пірагаста є і в більш пізніх хроніках (у Феофана Сповідника і Анастасія Бібліотекаря), хоча вони повністю ґрунтуються на даних Феофілакта Сімокатта. Винятком є лише те, що Феофан і Анастасій називають Пірагаста екзархом слов'ян.